# Тимофеев, Николай Владимирович
Николай Владимирович Тимофеев (27 июля [9 августа] 1913, Мценск, Орловская губерния — 17 сентября 1988, Москва) — советский государственный деятель, министр лесной и деревообрабатывающей промышленности СССР (1968—1980).

## Биография
В 1935 г. окончил Уральский лесотехнический институт.
- 1935—1941 гг. — бригадир, сменный мастер, начальник цеха, технический директор Маклаковского лесозавода (Красноярский край)
- 1941—1945 гг. — технический директор Игарского лесокомбината (Красноярский край),
- 1945—1950 гг. — главный инженер треста «Красдрев», Канского лесопильного завода, директор Канского лесопильного завода (Красноярский край)
- 1950—1952 гг. — главный инженер треста «Востсибдрев»,
- 1952—1955 гг. — управляющий трестом «Востсибдрев»,
- 1955—1956 гг. — заместитель министра лесной промышленности РСФСР,
- 1956—1957 гг. — министр лесной и деревообрабатывающей промышленности РСФСР,
- 1957—1962 гг. — председатель СНХ Костромского экономического административного района,
- 1962—1965 гг. — председатель СНХ Северо-Западного экономического района,
- 1965—1968 гг. — министр лесной, целлюлозно-бумажной и деревообрабатывающей промышленности СССР,
- 1968—1980 гг. — министр лесной и деревообрабатывающей промышленности СССР.

Член ВКП(б) с 1943 г. Член Центральной Ревизионной Комиссии КПСС (1966—1976), кандидат в члены ЦК КПСС (1976—1981). Депутат Верховного Совета СССР 7-10 созывов.
С 1980 г. на пенсии.
Похоронен на Кунцевском кладбище.

## Награды и звания
Награждён орденами Ленина, Октябрьской Революции, Красной Звезды, Трудового Красного Знамени, «Знак Почёта».